# Prix Bayeux-Calvados des correspondants de guerre - Trophée photo

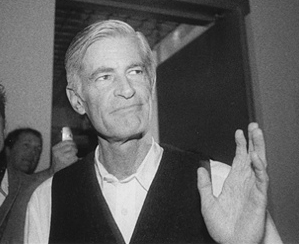
James Nachtwey

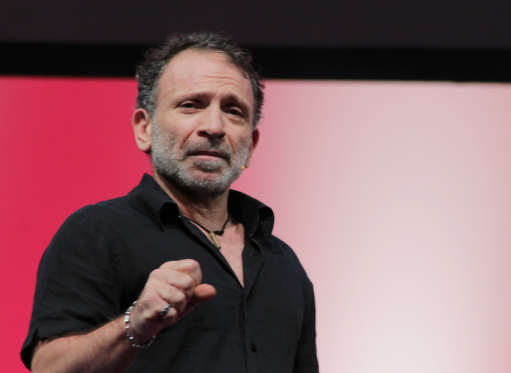
Yannis Behrakis

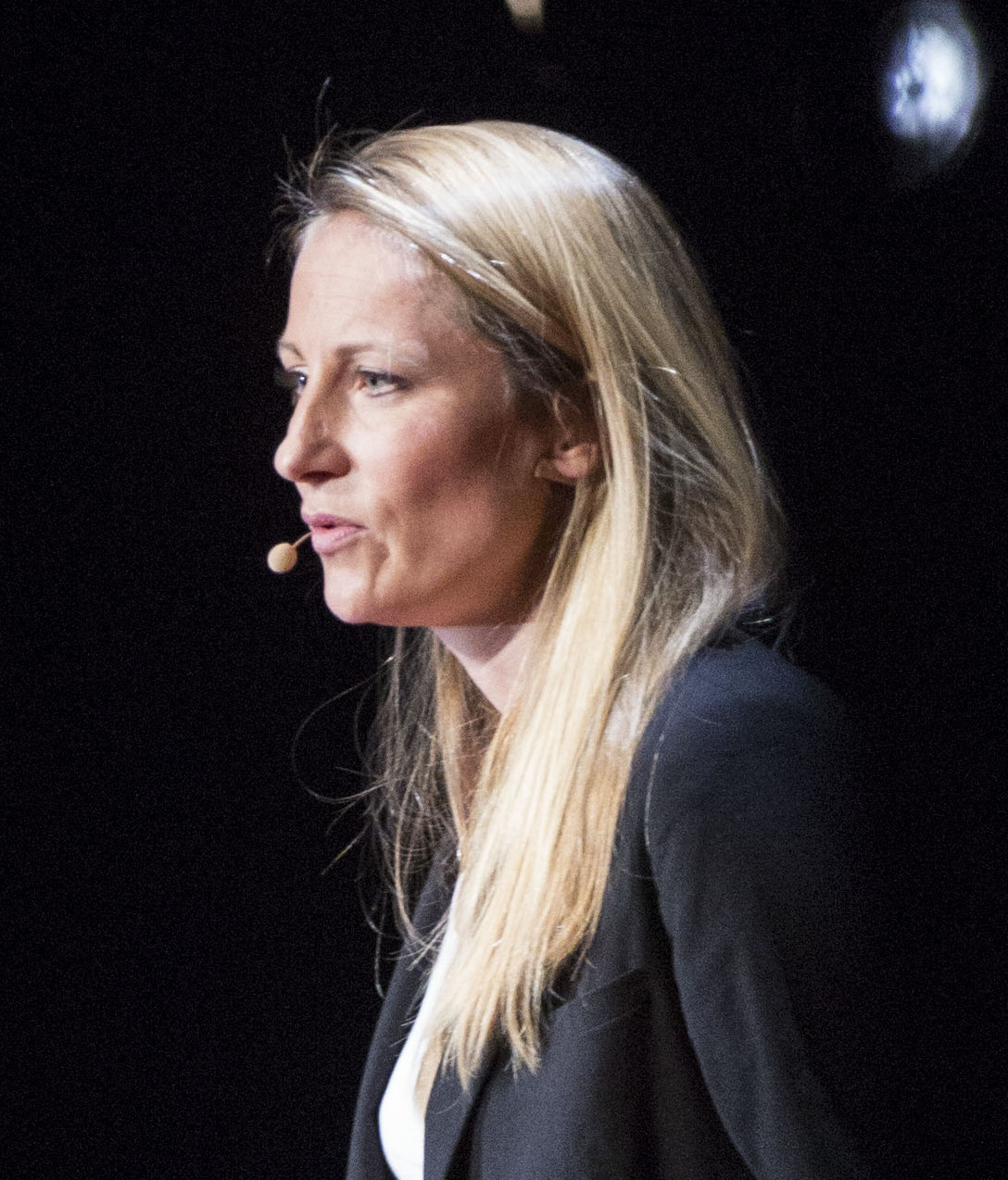
Véronique de Viguerie

Prix Bayeux-Calvados des correspondants de guerre - Trophée photo (Cena Bayeux-Calvados pro válečné korespondenty) je jednou z deseti cen, které od roku 1994 uděluje město Bayeux společně s generální radou departmentu Calvados. Konference nese název Prix Bayeux Calvados-Normandie des correspondants de guerre a jejím cílem je vzdát hold novinářům, kteří pracují v nebezpečných podmínkách, aby umožnili veřejnosti přístup k informacím o válce.

## Historie
Prestižní cenu založilo město Bayeux, první francouzské město osvobozené v druhé světové válce, jako součást padesátého výročí vylodění v Normandii, každoročně odměňuje fotožurnalistu za fotografickou zprávu z mezinárodního konfliktu. Cena, kterou uděluje mezinárodní porota, je otevřena pro fotografy z celého světa, kteří musí předložit přihlášku sestávající z jedné zprávy obsahující 8 až 15 fotografií. Součástí ceny je 7 000 euro, kterou vítězi věnuje japonská společnost Nikon.

## Vítězové
- 1994: André Soloviev (Associated Press)
- 1995: Laurent Van der Stockt (Agentura Gama)
- 1996: James Nachtwey (Magnum Photos pro Time Magazine)
- 1997: Santiago Lyon (Associated Press)
- 1998: Achmad Ibrahim (Associated Press)
- 1999: James Nachtwey (Magnum Photos pro Time Magazine)
- 2000: Eric Bouvet
- 2001: Enric Marti (Associated Press)
- 2002: Luc Delahaye (Magnum Photos)
- 2003: Georges Gobet (Agence France-Presse)
- 2004: Karim Sahib (Agence France-Presse)
- 2005: Jim MacMillan (Associated Press)
- 2006: Jaafar Ashtiyeh (Agence France-Presse)
- 2007: Mahmud Hams (Agence France-Presse)
- 2008: Balazs Gardi (VII Photo Agency / Network)
- 2009: Walter Astrada (Agence France-Presse)
- 2010: Véronique de Viguerie (Getty Images pro Paris Match)
- 2011: Yuri Kozyrev [1] (agentura Noor)
- 2013: Fabio Bucciarelli (Agence France-Presse)
- 2014: Mohammed al-Shaikh (Agence France-Presse)
- 2015: Heidi Levine (Sipa Press)
- 2016: Yannis Behrakis (agentura Reuters)
- 2017: Ali Arkady (VII Photo Agency)[2]
- 2018: Mahmud Hams – AFP Clashes on Gaza’s border –  Palestina
- 2019: Patrick Chauvel za svou práci v Sýrii, kterou zveřejnil Paris Match[3]
- 2020: Lorenzo Tugnoli (Agence Contrasto)[4]
- 2021: Anonymní fotograf z Myanmaru za La révolution du printemps (Jarní revoluci, The New York Times)[5][6]
- 2022: Jevhen Maloljetka (Associated Press)